# Ốc đỏ
Ốc đỏ (Danh pháp khoa học: Melongena patula) là một loài ốc biển trong họ Melongenidae. Chúng có màu đỏ thẩm.

## Đặc điểm
Kích cỡ của chúng từ 50-120mm. Ốc đỏ có đường xoắn ốc nhọn, vỏ dày và nặng. Trên mỗi tầng xoắn ốc gốc vai có các ụ nhô, càng về tầng thân các ụ nhô càng thô. Trên tầng thân có hai hàng mỗi hàng có những ụ nhô rất thô, nhô cao thẳng góc với vỏ. Trên lưng còn có những hàng sọc quay tròn màu vàng nhạt. Mặt trong miệng vỏ màu trắng. Mặt ngoài vỏ màu nâu đậm. Chiều cao khoảng 90mm, rộng 60mm. Ở Việt Nam chúng ít gặp, ở độ sâu 10 - 20 mét, đáy cứng đá sạn, rạn san hô. 